# Château de Louâtre

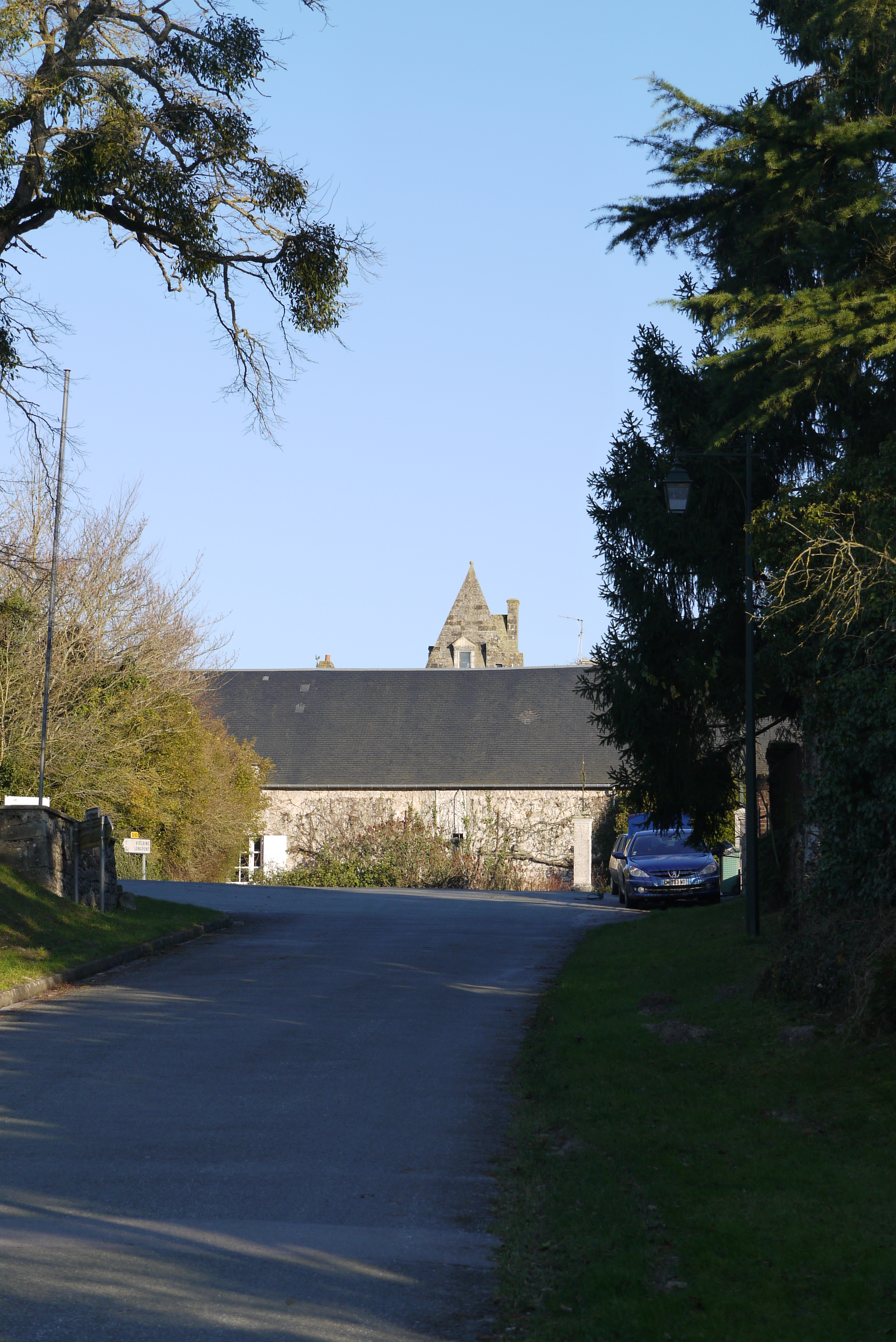
Château de Louâtre (Aisne).

Le château de Louâtre est un château situé à Louâtre, en France.

## Localisation
Le château est situé sur la commune de Louâtre, dans le département de l'Aisne.

## Historique
Le monument est inscrit au titre des monuments historiques en 1928.